# Ellen Perez
Ellen Perez (10 de outubro de 1995) é uma tenista australiana, detentora de um título no circuito da ITF e seus principais rankings de carreira nos individuais e nas duplas são 585 e 400, respectivamente.
Perez fez sua estreia no WTA, competindo, ao lado de Belinda Woolcock, na chave principal de duplas do Aberto da Austrália de 2016; no entanto, a dupla perdeu na primeira rodada para Jessica Moore e Storm Sanders.
Cursa a Universidade da Geórgia desde 2014.